# Chris Mueller
Christopher Mueller (Schaumburg, Illinois, Estados Unidos, 29 de agosto de 1996) es un futbolista estadounidense que juega de extremo en el Chicago Fire de la Major League Soccer de Estados Unidos.

## Trayectoria

### Inicios
Mueller jugó al soccer universitario para los Wisconsin Badgers de la Universidad de Wisconsin-Madison entre 2014 y 2017, donde anotó 22 goles en 75 encuentros de temporada regular. Fue nombrado el mejor jugador ofensivo del Big Ten en la temporada 2017. Durante su etapa universitaria jugó a préstamo para el Des Moines Menace en 2016 y el Chicago FC United en 2017.

### Orlando City
Mueller fue seleccionado por el Orlando City SC en el sexto lugar del SuperDraft de la MLS 2018. Debutó profesionalmente el 3 de marzo de 2018, en el empate 1-1 contra el D.C. United en la primera fecha de la temporada. Anotó su primer gol en Orlando el 8 de abril de 2018, en la victoria por 3-2 sobre el Portland Timbers. El 21 de abril de ese año, anotó el gol más rápido en la historia del City; fue a los 63 segundos del encuentro contra el San Jose Earthquakes. Después en ese encuentro registraría su primera asistencia. Mueller quedó en el segundo lugar del premio al Novato del año de la Major League Soccer en su primera temporada en la MLS.
En su segunda temporada anotó 6 goles en 33 encuentros con el Orlando, incluyendo MLS y US Open Cup.

## Estadísticas
Actualizado al último partido disputado el 23 de abril de 2022.
| Orlando City S. C. Estados Unidos                                                                    | 1.ª           | 2018          | 32  | 3  | 2  | 0 | 34  | 3  |
| Orlando City S. C. Estados Unidos                                                                    | 1.ª           | 2019          | 29  | 5  | 4  | 1 | 33  | 6  |
| Orlando City S. C. Estados Unidos                                                                    | 1.ª           | 2020          | 28  | 10 | ―  | ― | 28  | 10 |
| Orlando City S. C. Estados Unidos                                                                    | 1.ª           | 2021          | 30  | 3  | ―  | ― | 30  | 3  |
| Orlando City S. C. Estados Unidos                                                                    | Total club    | Total club    | 119 | 21 | 6  | 1 | 125 | 22 |
| Hibernian F. C. Escocia                                                                              | 1.ª           | 2021-22       | 11  | 0  | 4  | 1 | 15  | 1  |
| Hibernian F. C. Escocia                                                                              | Total club    | Total club    | 11  | 0  | 4  | 1 | 15  | 1  |
| Chicago Fire Estados Unidos                                                                          | 1.ª           | 2022          | 0   | 0  | 0  | 0 | 0   | 0  |
| Chicago Fire Estados Unidos                                                                          | Total club    | Total club    | 0   | 0  | 0  | 0 | 0   | 0  |
| Total carrera                                                                                        | Total carrera | Total carrera | 130 | 21 | 10 | 2 | 140 | 23 |
| (1) Incluye datos del MLS is Back Tournament. (2) Incluye datos de la US Open Cup y Copa de Escocia. |               |               |     |    |    |   |     |    |